# Figulus integricollis
Figulus integricollis es una especie de coleóptero de la familia Lucanidae.

## Distribución geográfica
Habita en Guam.